# Pediasia ribbeellus
Pediasia ribbeellus là một loài bướm đêm trong họ Crambidae.